# Млада сила
„Млада сила” је југословенски ТВ филм из 1988. године. Режирао га је Марио Фанели а сценарио је написао Горан Бабић.

## Улоге
| Глумац                 | Улога |
| ---------------------- | ----- |
| Мира Бањац             |       |
| Ета Бортолаци          |       |
| Здравка Крстуловић     |       |
| Фрањо Мајетић          |       |
| Драган Миливојевић     |       |
| Антун Налис            |       |
| Младен Шермент         |       |
| Семка Соколовић Берток |       |
| Костадинка Велковска   |       |
| Мирко Војковић         |       |
| Крешимир Зидарић       |       |